# کلبه عمو تام
کلبه عمو تام (به انگلیسی: Uncle Tom's Cabin) کتابی با موضوع ضد برده‌داری نوشتهٔ هریت بیچر استو نویسنده‌ی آمریکایی است. این کتاب در سال ۱۸۵۲ منتشر شد و تأثیر زیادی بر جنگ داخلی آمریکا، موضوع آمریکایی‌های آفریقایی‌تبار و برده‌داری در آمریکا گذاشت. این کتاب پرفروش‌ترین کتاب داستان در قرن نوزدهم و دومین کتاب پرفروش بعد از انجیل (با کمک قانون لغو برده‌داری) بود و در چاپ اول ۳۰۰ هزار عدد از آن فقط در آمریکا به فروش رسید. فصل اول کتاب کلبه عمو تام در سال ۱۸۵۱ با الهام از ماجرای بردهٔ سیاه‌پوست و مؤمنی که زیر شکنجه بود، نوشته شد. نویسندهٔ این رمان، هریت بیچر استو، در سال ۱۸۵۳ کتابی تحت‌ عنوان «راهنمای کلبهٔ عموتام» را منتشر کرد که در آن کوشید تا ثابت کند وقایع رمان یادشده، واقعی بوده‌اند. علت شهرت این رمان را محتوای انسانی، احساس برانگیز و داستان‌گویی موفق آن دانسته‌اند.
کلبه عمو تام در ابتدا به صورت پاورقی در یکی از روزنامه‌ها چاپ شد و وقتی به صورت کتاب چاپ شد، نه‌تنها در آمریکا بلکه در تمام کشورهای جهان نیز میلیون‌ها نسخه از آن به فروش رفت و تا سال‌ها نمایش‌هایی بر اساس آن بر صحنه تئاترهای جهان اجرا شد. دیری نگذشت که در آمریکا خانم استو از یک سو به شخصیتی بسیار محبوب و از سوی دیگر به چهره‌ای بسیار منفور مبدل شد. حتی در گرماگرم جنگ داخلی آمریکا آبراهام لینکلن رئیس جمهور وقت آمریکا در ملاقاتی به او گفت: «پس شما همان خانم کوچکی هستید که باعث جنگی بزرگ (جنگ داخلی آمریکا) شد». به دلیل این‌که جنگ داخلی ۹ سال بعد از انتشار کتاب آغاز شد، عده‌ای انتشار این رمان را جنجالی‌ترین حادثه در تاریخ رمان‌نویسی می‌دانند.
تولستوی پس از خواندن این کتاب در ستایش آن گفت: 《این رمان یکی از بزرگ‌ترین فرآورده‌های ذهن بشر است.》ماریو بارگاس یوسا در کتاب چرا ادبیات درباره این رمان گفت: رمانی بسیار میان مایه که تاثیری قاطع در برانگیختن وجدان مردم آمریکا در برابر بردگی داشته است.